# 조선민주주의인민공화국의 국보
조선민주주의인민공화국의 국보(朝鮮民主主義人民共和國國寶)는 역사적 의의와 조형예술적 가치에 따라 조선민주주의인민공화국의 내각에서 국보문화유물로 평가되어 중앙문화유물보존지도기관이 등록한 문화재를 말한다.

## 지정 목록
- 제1호 ~ 제100호
- 제101호 ~ 제200호

## 같이 보기
- 조선민주주의인민공화국의 천연기념물
- 한국의 역사
- 한국의 문화